# Červenec 2014
1. července – úterý 
 Japonský parlament schválil změnu interpretace poválečné pacifistické ústavy, která zakazovala nasadit Japonské síly sebeobrany mimo území Japonska.
 Evropský soud pro lidská práva zamítl žalobu francouzské muslimky na zákon zakazující nošení nikábu na veřejnosti.
3. července – čtvrtek 
 V Hradci Králové začal 20. ročník hudebního festivalu Rock for People, zatímco v Hukvaldech začal 21. ročník Mezinárodního hudebního festivalu Janáčkovy Hukvaldy.
4. července – pátek 
 V Karlových Varech začal 49. ročník mezinárodního filmového festivalu, jehož hlavním hostem je Mel Gibson.
 Věstonická venuše byla převezena z Brna do Slezského zemského muzea v Opavě na výstavu k 200. výročí muzejnictví v Česku.
5. července – sobota 
 Česká tenistka Petra Kvitová se stala podruhé v kariéře vítězkou grandslamového Wimbledonu. Po naprosto dokonalém výkonu smetla ve finále dvouhry Kanaďanku Eugenii Bouchardovou 6:3, 6:0 za pouhých 55 minut a na dvorcích All England Clubu tak po třech letech znovu dosáhla na nejcennější tenisový titul.
 Ukrajinská armáda při svém postupu proti ozbrojencům na východě země obsadila město Slovjansk.
7. července – pondělí 
 Ve věku 88 let zemřel legendární španělsko-argentinský fotbalista Alfredo Di Stéfano.
 Zemřel bývalý ministr zahraničí Sovětského svazu a gruzínský prezident Eduard Ševardnadze.
8. července – úterý 
 Vítězem afghánských presidentských voleb se navzdory předběžným volebním výsledkům, které připisují vítězství exministrovi financí Ašrafu Ghanímu, prohlásil bývalý ministr zahraničí Abdulláh Abdulláh.
 Při sebevražedném útoku poblíž letecké základny Bagrám v afghánské provincii Parván bylo zabito deset civilistů, čtyři čeští vojáci z ISAF a dva afghánští policisté. Událost je největší jednorázovou ztrátou české armády během války v Afghánistánu.
9. července – středa 
 Z kosmodromu Pleseck úspěšně odstartovala raketa Angara.
10. července – čtvrtek 
 Německá vláda rozhodla o vyhoštění hlavního představitele americké rozvědky CIA v zemi.
 Bolivijský parlament schválil zákon umožňující legálně zaměstnávat děti starší deseti let.
 Izrael pokračuje v Operaci Ochranné ostří, kterou zahájil v úterý v reakci na raketové útoky z pásma Gazy. Nálety si vyžádaly nejméně 72 obětí na straně Palestinců.
11. července – pátek 
 Zemětřesení o síle 6,8 stupně zasáhlo východní pobřeží Japonska. Bylo vydáno varování před vlnou tsunami.
 Kurdská Pešmerga obsadila ropná pole u Kirkúku. Kurdští poslanci zároveň složili mandáty v iráckém parlamentu.
 Válka na východní Ukrajině: Nejméně 19 ukrajinských vojáků zabil útok povstaleckého raketového dělostřelectva ve sverdlovském rajónu.
12. července – sobota 
 Rada bezpečnosti OSN vyzvala k okamžitému zastavení bojů mezi Izraelem a palestinskými radikály.
 Vítězným filmem Mezinárodního filmového festivalu v Karlových Varech se stal gruzínský Kukuřičný ostrov George Ovashviliho.
13. července – neděle 
 Německo vyhrálo nad Argentinou 1:0 a stalo s tak vítězem mistrovství světa ve fotbale
 Ukrajinská armáda zahájila útok na povstalci držený Luhansk.
 Dělostřelecký granát vypálený z ukrajinské strany hranice zabil ve městě Doněck v Rostovské oblasti jednoho člověka a další zranil. Rusko pohrozilo odvetnou akcí.
 Operace Ochranné ostří: Izraelská armáda vyzvala k evakuaci sto tisíc civilistů v severní části Pásma Gazy. Nejméně 17 000 lidí opustilo své domovy.
 Ve Virginii zemřel americký dirigent, houslista a skladatel Lorin Maazel.
14. července – pondělí 
 U Lipníku nad Bečvou začala přestavba nejrizikovější silniční křižovatky v Česku na kruhový objezd.
 Generální synod Anglikánské církve schválil, přes opozici z řad tradicionalistů, biskupské svěcení žen.
 Povstalci na východě Ukrajiny sestřelili ukrajinský dopravní letoun Antonov An-26. Podle vyjádření ukrajinského ministra obrany Valerije Heleteje byl stroj zasažen raketou odpálenou "pravděpodobně" z ruského území.
 Zemřela Nadine Gordimerová, jihoafrická spisovatelka, bojovnice proti apartheidu a nositelka Nobelovy ceny za literaturu z roku 1991.
15. července – úterý 
 Během operace Ochranné ostří zemřel první izraelský občan. Na palestinské straně je již 178 mrtvých a více než 1360 zraněných.
 Evropský parlament zvolil Jean-Claude Junckera předsedou Evropské komise.
 Rada bezpečnosti OSN schválila rezoluci umožňující poskytování přímé humanitární pomoci na území ovládaném syrskými rebely bez nutnosti souhlasu vlády prezidenta Bašára al-Asada.
 89 lidí zabila exploze automobilu naplněného výbušninami na tržišti v afghánské provincii Paktíka.
 Přes 20 mrtvých a více než 160 zraněných si vyžádalo vykolejení soupravy moskevského metra mezi stanicemi Park Pobědy a Slavjanskij bulvar.
16. července – středa 
 Islámský stát odrazil útok irácké armády na Tikrít.
 Podle rozhodnutí nizozemského soudu nese Nizozemsko část viny za smrt 300 mužů a chlapců zavražděných roku 1995 během masakru v bosenské Srebrenici.
 Tajfun Rammasun zasáhl filipínské hlavní město Manilu a usmrtil desítky lidí. Z pobřežních oblastí bylo evakuováno 450 tisíc lidí.
17. července – čtvrtek 
 Izraelské obranné síly zahájily invazi do Pásma Gazy.
 V oblasti bojů mezi ukrajinskými jednotkami a separatisty na východě Ukrajiny se zřítil Boeing 777 malajsijských aerolinií. Zemřelo všech 298 osob na palubě. Letadlo bylo pravděpodobně sestřeleno.
 Pákistánská armáda zabila během protitalibanské ofenzivy na Federálně spravovaných kmenových územích 35 podezřelých ozbrojenců. Více než 20 lidí také usmrtila řízená střela amerického bezpilotního letounu.
 Rusko si vyhradilo právo na odvetná opatření v reakci na americké a evropské sankce.
 Ukrajinské ministerstvo obrany obvinilo ruské letectvo ze střelení ukrajinského bitevníku Su-25 v ukrajinskému vzdušném prostoru.
 Federální soud v kalifornském Sacramentu rozhodl, že kalifornský proces předcházející trestu smrti odporuje ústavě.
19. července – sobota 
 Bývalý panamský vojenský diktátor Manuel Noriega zažaloval společnost Activision kvůli využití své osoby ve hře Call of Duty: Black Ops II.
20. července – neděle 
 Baskická separatistická organizace Baskicko a jeho svoboda (ETA) oznámila rozpuštění svých operačních a logistických struktur.
21. července – pondělí 
 V reakci na izraelskou ofenzivu v Pásmu Gazy vyhlásili izraelští Arabové generální stávku. Několik stovek protestujících se v galilejském Nazaretě střetlo s policií.
 Rada bezpečnosti OSN nařídila okamžité zastavení bojů mezi Izraelem a palestinskými ozbrojenci v Pásmu Gazy, které si vyžádaly již přes 500 převážně palestinských civilních obětí.
 Vládní koaliční rada nominovala na post eurokomisařky za Českou republiku ministryni pro místní rozvoj Věru Jourovou.
 Ukrajinská armáda zahájila útok na povstalci držená města Doněck a Luhansk, zatímco jsou ostatky obětí Letu Malaysia Airlines 17 převáženy do Charkova.
22. července – úterý 
 Bývalý guvernér Jakarty Joko Widodo byl zvolen prezidentem Indonésie.
23. července – středa 
 Sedmačtyřicet lidí zemřelo při letecké nehodě na tchajwanských Peskadorských ostrovech.
 Mezinárodní výbor Červeného kříže označil boje na východní Ukrajině jako válku, to znamená že jejich aktéři by mohli být stíháni za spáchání válečných zločinů.
24. července – čtvrtek 
 Při havárii dopravního letounu McDonnell Douglas 83 severně od malijského města Gao zahynulo všech 116 lidí na palubě. Byl to let společnosti Air Algérie z hlavního města Burkiny Faso Ouagadougou do Alžíru.
 Arsenij Jaceňuk rezignoval na pozici ukrajinského premiéra.
 Irácký parlament zvolil novým prezidentem Fuáda Masúma, zakládajícího člena Vlasteneckého svazu Kurdistánu.
 Evropský soud pro lidská práva rozhodl, že Polsko porušilo Evropskou úmluvu o lidských právech, když na svém území povolilo provoz tajné věznice americké CIA.
25. července – pátek 
 Počet článků na české Wikipedii přesáhl 300 tisíc.
 Liberijský občan zemřel na ebolu po příletu do nejlidnatějšího nigerijského města Lagos.
26. července – sobota 
 Po výstupu na horu K2 se Radek Jaroš stal 15. horolezcem světa, který dokázal zdolat všech 14 osmitisícovek bez použití dýchacího přístroje.
 Počet obětí izraelské Operace Ochranné ostří v Pásmu Gazy přesáhl tisíc. Izrael souhlasil se zachováním humanitárního příměří do 11:00 SELČ.
27. července – neděle 
 Prudká bouře na Uherskohradišťsku zaplavila silnice a sklepy a v Uherském Brodě se při pádu stromu zřítil barokní mariánský sloup.
29. července – úterý 
 Na schůzce velvyslanců 28 zemí Evropské unie v Bruselu bylo dosaženo politické dohody o hospodářských sankcích proti Rusku v návaznosti na události na Ukrajině. Týkat se mají ropného průmyslu, obchodu se zbraněmi i obchodu se zbožím dvojího určení pro civilní i vojenský sektor.
31. července – čtvrtek 
 Česko dočasně uzavřelo své velvyslanectví v libyjském hlavním městě Tripolisu jako reakci na intenzivní ozbrojené střety mezi konkurenčními milicemi, které již vyřadily z provozu i mezinárodní letiště. Ministerstvo zahraničí už v průběhu týdne doporučilo českým občanům v Libyi, aby ze země odjeli.
 Prezident státu Sierra Leone vyhlásil v zemi krizový stav kvůli epidemii eboly, v epicentrech onemocnění byla vyhlášena karanténa. V Libérii byla vyhlášena karanténa v několika vesnicích a městech v oblasti Lofa, která hraničí s Guineou i Sierrou Leone. Epidemie si doposud vyžádala přes 670 obětí, z toho 224 v Sieře Leone.